# Christian August Heinrich Clodius
Christian August Heinrich Clodius (* 21. September 1772 in Altenburg; † 30. März 1836 in Leipzig) war ein deutscher Dichter und Philosoph.
Er war der Sohn von Christian August Clodius. Seine Bildung bekam er aber von seiner begabten Mutter Julie Clodius.

## Leben
Clodius galt als frühreifes Genie und kam bereits 1787 an die Universität Leipzig. 1795 wurde er Dozent und 1800 außerordentlicher Professor der Philosophie an der Universität Leipzig, ab 1811 ordentlicher Professor.
Clodius ergänzte die Autobiographie von Johann Gottfried Seume zusammen mit Seumes Verleger Georg Joachim Göschen. Seume starb, als er erst einen Teil seiner Lebensbeschreibung abgefasst hatte (bis Seite 183 der Erstausgabe). Die Seiten 184 bis 264 stammen von Göschen. Die von Clodius verfasste Ergänzung (S. 265 bis S. 285 der Erstausgabe) schildert Seumes letzte Lebenstage in Teplitz. Die ergänzte Autobiographie erschien nach Seumes Tod in Göschens Verlag im Jahr 1813.
Clodius gab im Jahr 1815 Seumes Gedichte heraus. Er ergänzte dabei die noch zu Lebzeiten Seumes im Jahr 1810 erschienene Sammlung um zahlreiche von ihm „politischen Inhalts“ genannter Gedichte Seumes. Clodius schrieb zu dieser im Verlag Hartknoch in Leipzig erschienenen Ausgabe auch ein Vorwort.
Seit 1811 war er verheiratet mit Maria Dorothea Charlotte, geb. Witthauer (1786–1825), einer Tochter des Musikers Johann Georg Witthauer, die nach dem Tod des Vaters 1802 bei Elisa von der Recke aufgewachsen war.;

## Werke (Auswahl)
- Übersetzung der Fabeln Lafontaine’s (1803, 2 Bde.)
- „Entwurf einer systematischen Poetik“ (1804, 2 Bde.),
  - 1. Band als Digitalisat und Volltext im Deutschen Textarchiv
  - 2. Band als Digitalisat und Volltext im Deutschen Textarchiv
- „Fedor, der Mensch unter Bürgern. Bruchstücke aus dem Leben eines *** Offiziers“. Roman. Zwei Bände
  - Erster Theil. Gerhard Fleischer d. Jüng. Leipzig 1805 (Link zum Digitalisat)
  - Zweiter Theil. Gerhard Fleischer d. Jüng. Leipzig 1805 (Link zum Digitalisat)
- „Grundriß der allgemeinen Religionslehre“ (1808).
- Ergänzung der Autobiographie von Johann Gottfried Seume Mein Leben zusammen mit Seumes Verleger Georg Joachim Göschen, Digitalisat der Erstausgabe im Verlag Georg Joachim Göschen, Leipzig 1813
- „Klopstock’s Nachlaß“ (1821, 2 Bde.)
- „Gott in der Natur, in der Menschengeschichte und im Bewußtsein“ (1818–1822, 5 Bde.)